# Egzarchat apostolski Kolumbii
Egzarchat apostolski Kolumbii – egzarchat Kościoła maronickiego w Kolumbii. Jest podległy bezpośrednio Stolicy Apostolskiej. Został erygowany 20 stycznia 2016 roku przez papieża Franciszka. Pierwszym egzarchą został Fadi Abou Chebel, pełniący również funkcję wizytatora apostolskiego dla maronitów w Peru i Ekwadorze.